# Mala Iaromirka, Horodok
Mala Iaromirka (în ucraineană Мала Яромірка) este un sat în comuna Velîka Iaromirka din raionul Horodok, regiunea Hmelnîțkîi, Ucraina.

## Demografie
Componența lingvistică a localității Mala Iaromirka
     Ucraineană (99,06%)
     Alte limbi (0,94%)
Conform recensământului din 2001, majoritatea populației localității Mala Iaromirka era vorbitoare de ucraineană (99,06%), existând în minoritate și vorbitori de alte limbi.